# Syncerus caffer caffer
Buffle du Cap, Buffle de Cafrerie
Sous-espèce
Statut de conservation UICN

 LC  : Préoccupation mineure
Le buffle du Cap ou buffle de Cafrerie (Syncerus caffer caffer) est une sous-espèce du buffle d'Afrique (Syncerus caffer).

## Caractéristiques
- Longueur : 3,4 m
- Hauteur au garrot : 1,7 m (maximum)
- Poids : 500 à  900 kg
- Régime : Herbivore
- Gestation : 11 mois
- Longévité : 18 à 22 ans

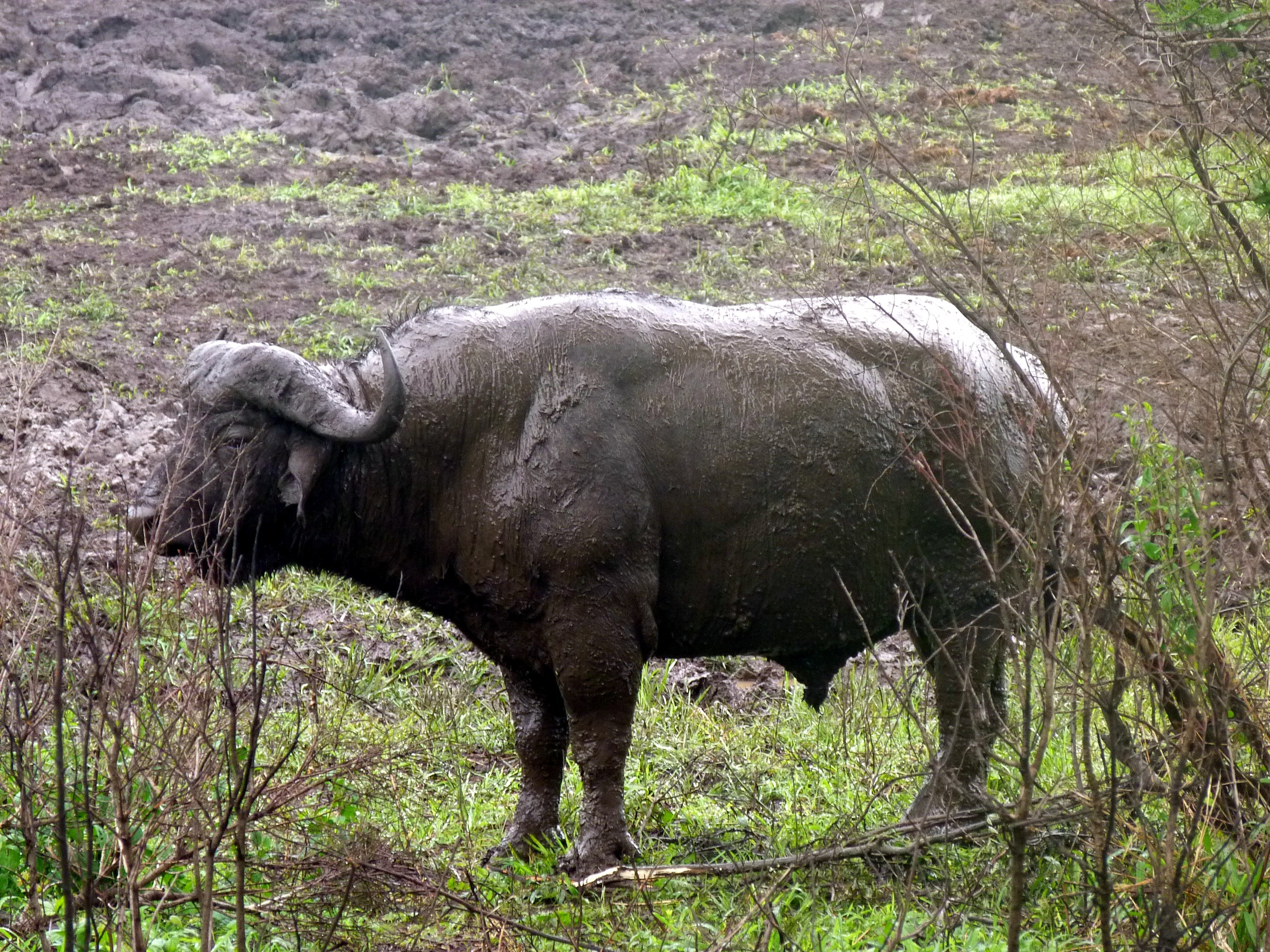
Buffle du Cap, réserve d'Hluhluwe-Umfolozi, dans le KwaZulu-Natal (Afrique du Sud).
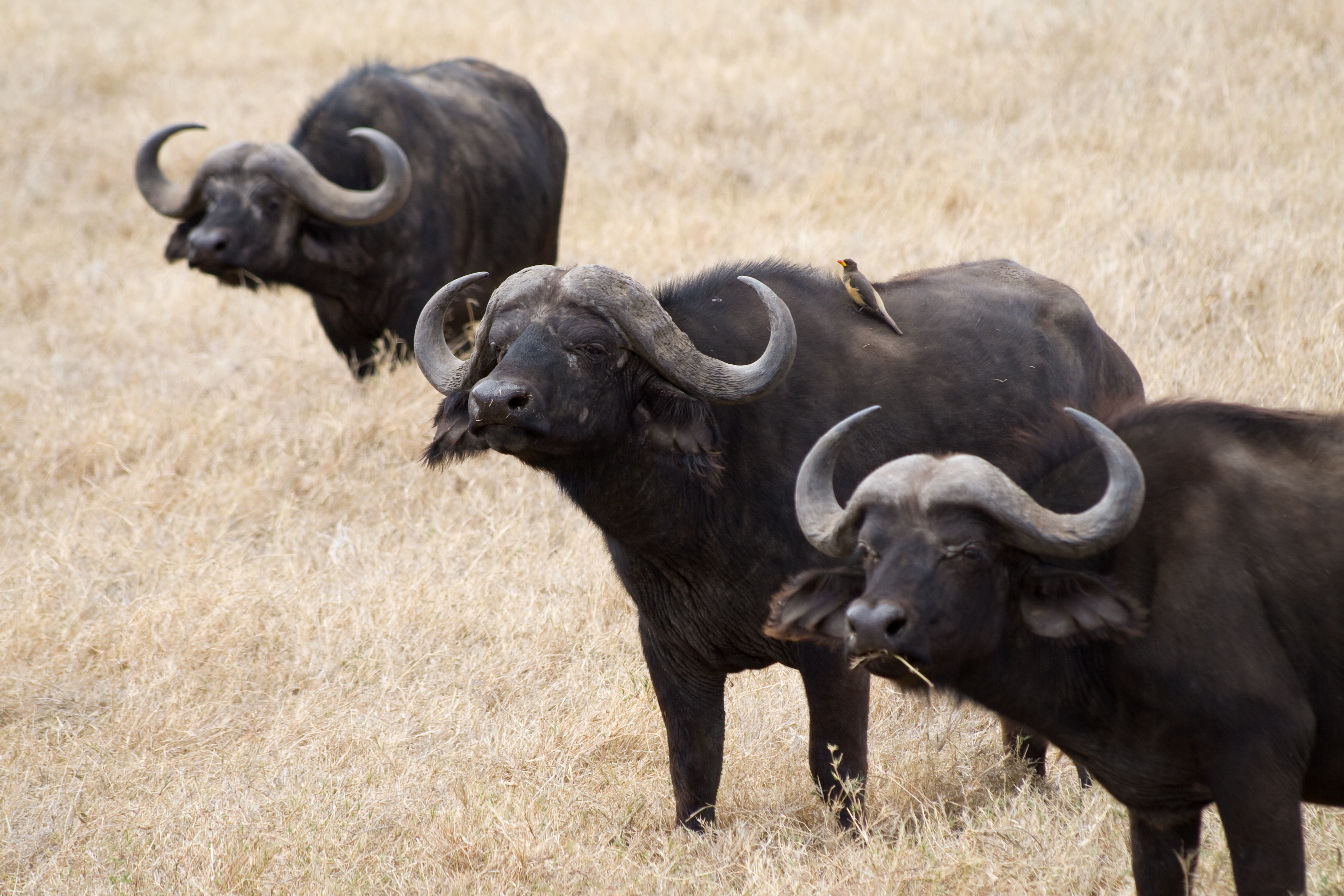
Buffles du Cap, aire de conservation du Ngorongoro (Tanzanie).